# Ameerega parvula
Ameerega parvula is een kikker uit de familie pijlgifkikkers (Dendrobatidae). De soort werd voor het eerst wetenschappelijk beschreven door George Albert Boulenger in 1882.
De soort behoorde eerder tot andere bekende geslachten van de pijlgifkikkers, zoals Colostethus, Epipedobates, Phyllobates en Dendrobates, de soortaanduiding is lange tijd parvulus geweest.

## Voorkomen
Ameerega parvula komt voor in delen van Zuid-Amerika en leeft in de landen Colombia, Ecuador en Peru. De kikker is aangetroffen op een hoogte van 150 tot 1000 meter boven zeeniveau.